# Maho Beach
Maho Beach is een strand op Sint Maarten. Dit strand is wereldwijd bekend vanwege de directe nabijheid van het Princess Juliana International Airport.
Inkomende vliegtuigen moeten aan het begin van landingsbaan 10 zo snel mogelijk landen, omdat deze baan maar een lengte heeft van 2300 meter.  Door de laagvliegende vliegtuigen (waaronder grote passagiersvliegtuigen als de Boeing 747) is dit strand populair bij vliegtuigspotters.
Sinds 2008 is het een van de weinige plekken in de wereld waar men vliegtuigen kan spotten in hun aanvliegroute aan het begin van de landingsbaan. Vliegtuigspotten aan dit strand is zo populair dat de dagelijkse vertrek- en aankomsttijden getoond worden in de meeste bars en restaurants. De huidige 10/28 startbaan had eerst de nummercode 09/27, maar vanwege veranderingen van het aardmagnetisch veld werd op 1 november 2008 een wijziging doorgevoerd.
Mensen die zich op het strand bevinden kunnen weggeblazen worden door de krachtige luchtstroom, de jet blast, van vliegtuigen die in oostelijke richting opstijgen. Aan het strand kunnen ook middelhoge golven voorkomen, populair bij windsurfers en skimboarders. De lokale overheid waarschuwt dat het dicht benaderen van vertrekkende toestellen kan resulteren in ernstige verwondingen of de dood. Achter de startbaan is een extra hek geplaatst om te voorkomen dat toeristen aan het hek van het vliegveld zelf gaan hangen om dit fenomeen zelf te ervaren. 
Op 12 juli 2017 vertrok Caribbean Airlines, vlucht 457 van de luchthaven. Een 57-jarige vrouw die aan het hek was gaan hangen, werd weggeblazen en viel op een betonblok. De vrouw overleed ter plekke.
Het strand zelf heeft wit zand en weinig tot geen vegetatie door de erosie. Die laatste wordt veroorzaakt door het vliegverkeer. Het Caravanserai Resort, de populaire Sunset Beach Bar en andere restaurants en nachtclubs, zoals Bamboo Bernies en Bliss, liggen in de nabijheid van het strand.
Op 16 oktober 2008 werd het gebied rond Maho Beach getroffen door orkaan Omar. De orkaan veroorzaakte veel schade aan het strand en het nabijgelegen Royal Islander Club La Plage, de Sunset Bar en Grill en Bliss. Deze zijn allemaal heropend in 2009. Hetzelfde gebeurde nogmaals tijdens orkaan Irma in 2017. 

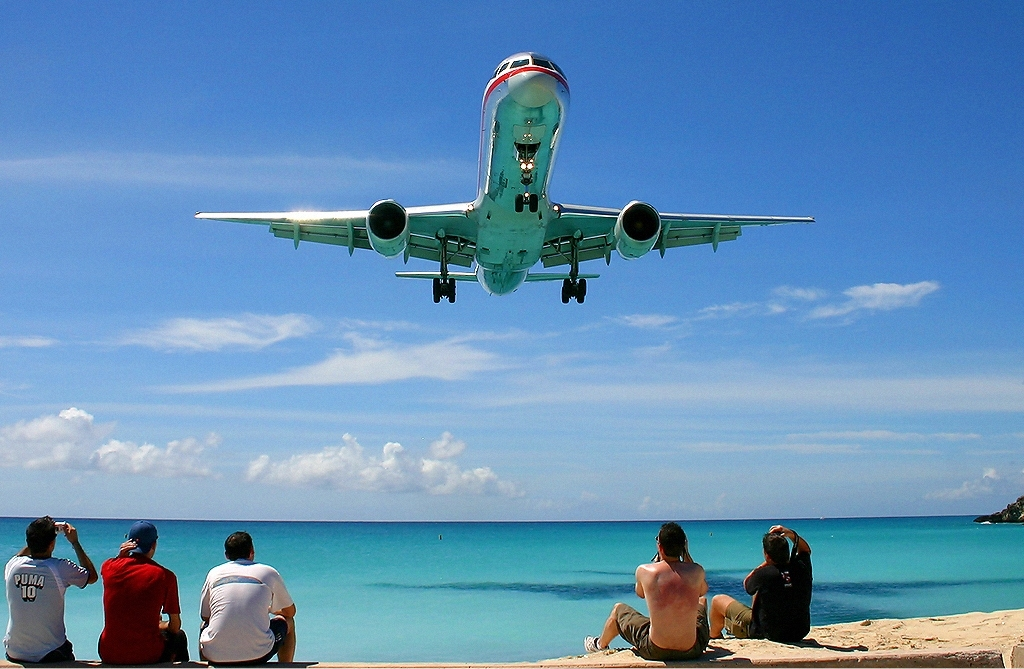
American Airlines Boeing 757
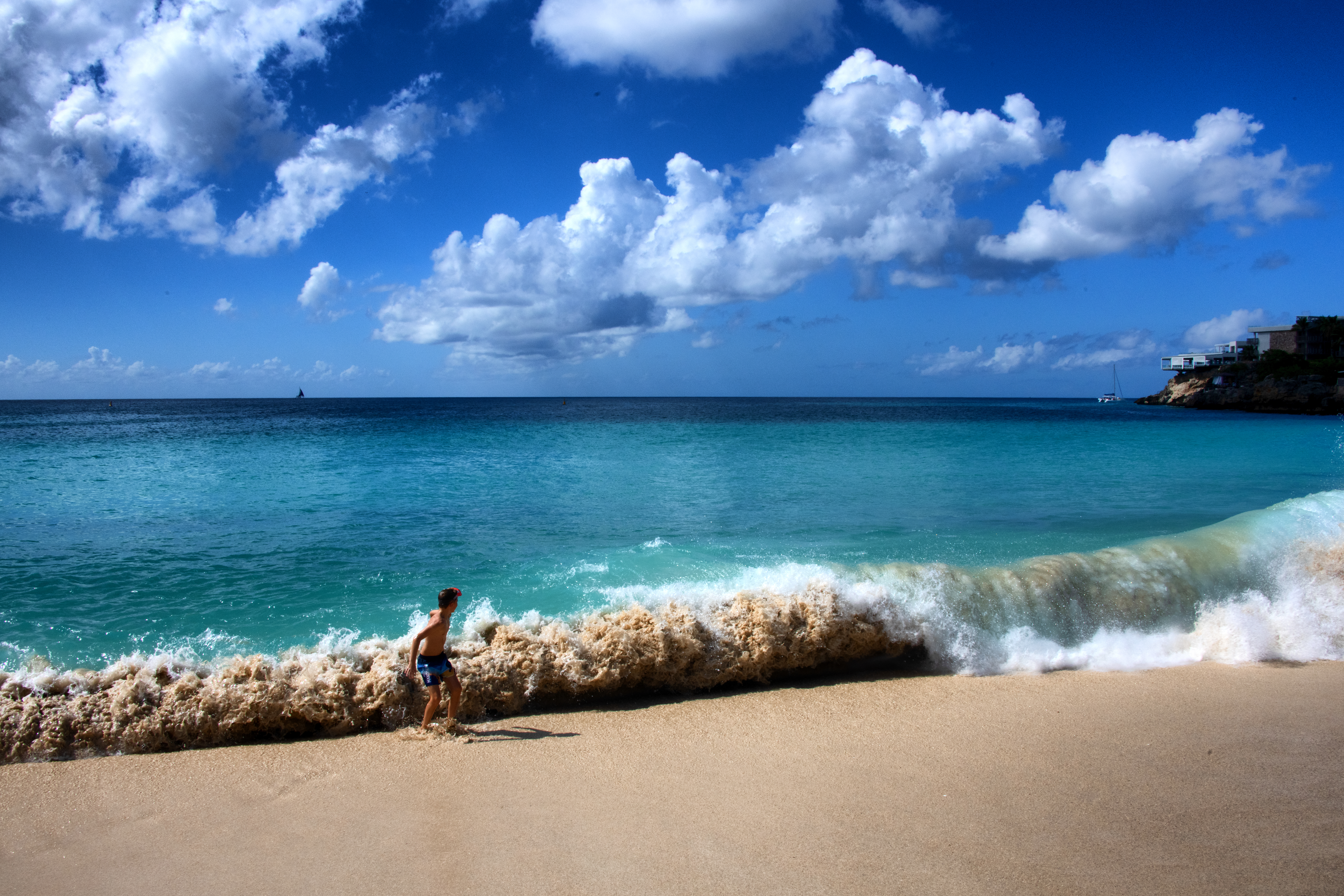
Golven van Maho Beach, 2022
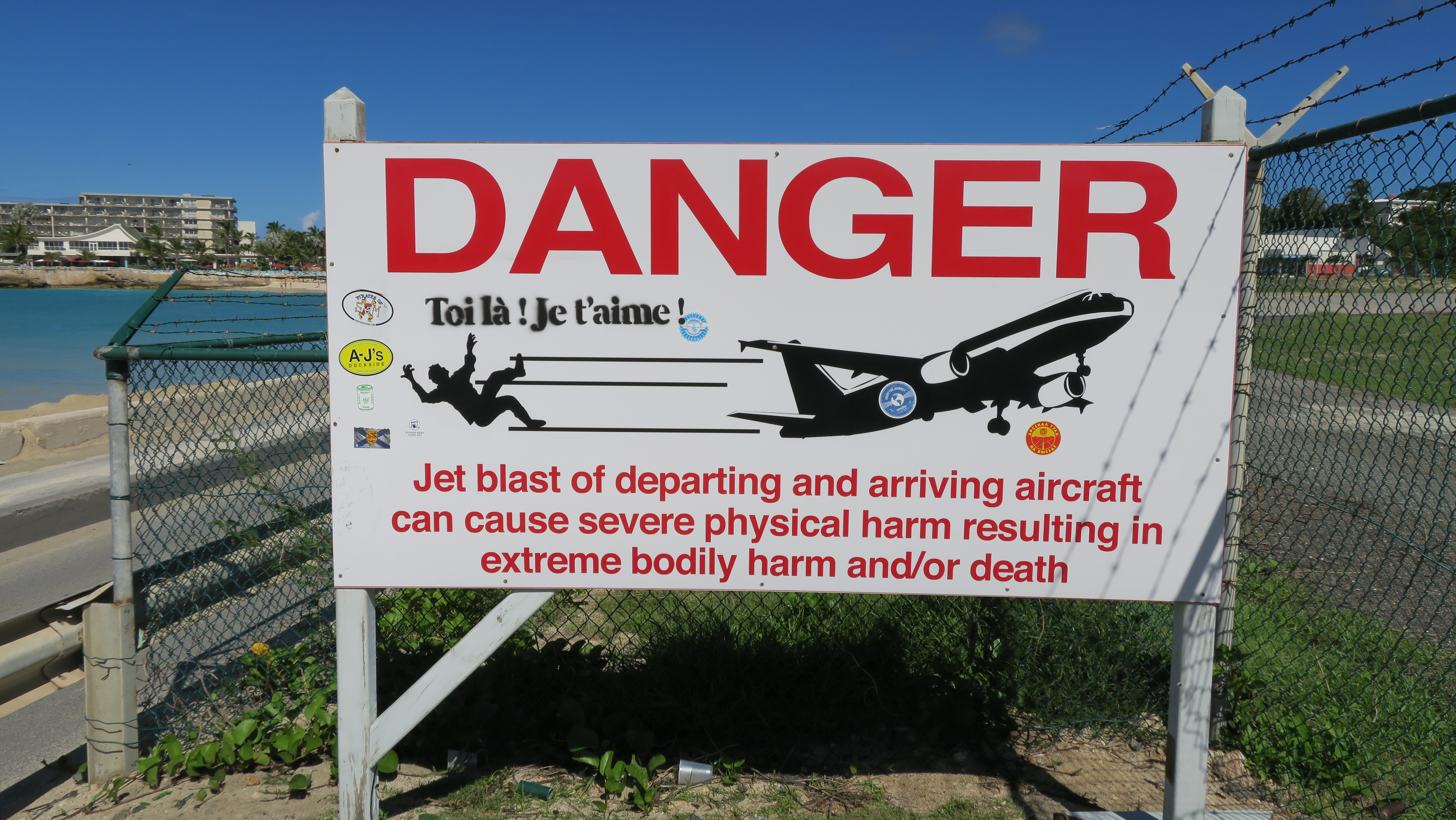
Waarschuwingsbord risico van jetblast